# Tulungrejo (Besuki)
Tulungrejo is een bestuurslaag in het regentschap Tulungagung van de provincie Oost-Java, Indonesië. Tulungrejo telt 1550 inwoners (volkstelling 2010).